# Trefusia litoralis
Trefusia litoralis är en rundmaskart som först beskrevs av Allgen 1932.  Trefusia litoralis ingår i släktet Trefusia och familjen Trefusiidae. Inga underarter finns listade i Catalogue of Life.